# نيكولا جولي (مزارع الكروم)
نيكولا جولي (بالفرنسية: Nicolas Joly)‏ هو مزارع الكروم فرنسي، ولد في 1945.